# Przepis derogacyjny
Przepis derogacyjny – taki przepis prawny, który swym brzmieniem oświadcza o usunięciu dotychczas obowiązującego w systemie prawnym przepisu, względnie przepisów lub nawet całego aktu prawnego.
Kryteria podziału przepisów derogacyjnych:
- przedmiotowe:
  - przepisy derogacyjne dotyczące jednego przepisu
  - przepisy derogacyjne dotyczące kilku przepisów (grupy)
  - przepisy derogacyjne dotyczące całego aktu prawnego
- treściowe:
- przepisy derogacyjne wyraźne tj. wyraźnie wskazujące przepis uchylany (np. "uchylony zostaje art.16 kc")
- przepisy derogacyjne dorozumiane tj. niewskazujące jednoznacznie derogowanego przepisu lub przepisów np. "moc tracą wszystkie przepisy niezgodne z powyższą ustawą".

 Zapoznaj się z zastrzeżeniami dotyczącymi pojęć prawnych w Wikipedii.